# Katharina Wagnerová
Katharina Friederike Wagnerová, nepřechýleně Katharina Wagner (* 28. května 1978 Bayreuth), je německá operní režisérka a od roku 2008 – společně se svou nevlastní sestrou Evou Wagnerovou-Pasquierovou – umělecká vedoucí a provozní ředitelka Hudebních slavností v Bayreuthu.

## Život
Katharina Wagnerová je dcera Wolfganga Wagnera a jeho druhé ženy Gudrun, a tím také vnučka Siegfrieda Wagnera, pravnučka Richarda Wagnera a prapravnučka Franze Liszta. Vyrůstala v Bayreuthu, studovala divadelní vědu na Svobodné univerzitě Berlín a pracovala jako asistentka režie u Harryho Kupfera v berlínské Státní opeře Pod lipami i na Hudebních slavnostech v Bayreuthu (Mistři pěvci norimberští 1996, Lohengrin 1999, Tannhäuser 2002, Parsifal 2004).
První vlastní režijní práci představila roku 2002 ve Würzburgu. Zde i v dalších svých inscenacích – které byly obecenstvem i kritikou přijímány vesměs jako kontroverzní – vytvořila režijní styl značně odlišný od stylu svého otce. S ohledem na její záměrně provokativní Mistry pěvce norimberské na Hudebních slavnostech v Bayreuthu roku 2007 jí bylo vytýkáno, že dosud nenašla svůj umělecký profil, a poukazovalo se na režijní nedostatky. Podle oficiálních stránek samotných hudebních slavností však "její inscenace znovu prokázala, že je nejen jednou z nejvýjimečnějších německých režisérů, ale i tou režisérskou osobností, která vyvolává největší naděje do budoucna". Inscenace byla přijata s nevolí velkou částí premiérového obecenstva.
Zejména od roku 2001, kdy se Nadace Richarda Wagnera Bayreuth neúspěšně pokusila prosadit proti vůli Wolfanga Wagnera za jeho nástupkyni jeho dceru z prvního manželství Evu Wagnerovou-Pasquierovou, asistovala Katharina Wagnerová svému otci i v oblasti vedení hudebních slavností a byla jím představována jako jeho potenciální nástupkyně. Pomáhala mu získat pro Bayreuth nové režiséry, jako například Christopha Schlingensiefa, a posílila styk festivalu s veřejností – což jí vyneslo obvinění z populismu. Roku 2007 poprvé zpřístupnila zkoušky novinářům; roku 2008 iniciovala přímý obrazový i zvukový přenos jednoho z festivalových představení na bayreuthský Volksfestplatz.
Dlouhý spor o nástupnictví ve vedení hudebních slavností byl po smrti Gudrun Wagnerové na konci roku 2007 vyřešen kompromisem. V dubnu 2008 Wolfgang Wagner vyslovil svou připravenost odstoupit s návrhem, aby po něm vedení převezmou hudebních slavností převezmou obě jeho dcery – Eva Wagnerová-Pasquierová a Katharina Wagnerová. Nato obě podaly správní radě nadace společnou kandidaturu, která ji dne 1. září 2008 většinou 22 hlasů (se dvěma abstencemi, totiž dalších dvou zástupců Wagnerovy rodiny Nike Wagnerové a Vereny Lafferentzové) přijala.
Katharina Wagnerová slíbila otevřít rodinné archivy týkající se nacistické historie festivalu.
V říjnu 2010 se pokusila ukončit bojkot Wagnerova díla v Izraeli trvající od roku 1938 a pozvala Izraelský komorní orchestr vedený Robertem Paternostrem, aby v červnu 2011 zahrál na Bayreuthské radnici úvodní koncert k hudebním slavnostem, zahrnující i Wagnerovu Sigfriedovu idylu. Návštěva Kathariny Wagnerové v Izraeli byla zrušena pro protesty přeživších obětí holokaustu.

## Ocenění, členství
- 2007 členka kuratoria Bayreuthského velikonočního festivalu; novinářská cena "Goldener Prometheus"

## Inscenace
- Richard Wagner: Bludný Holanďan. Würzburg, Mainfranken Theater 2002
- Richard Wagner: Lohengrin. Budapešť, Magyar Állami Operaház 2004
- Albert Lortzing: Zbrojíř. Mnichov, Staatstheater am Gärtnerplatz 2005
- Giacomo Puccini: Triptych. Berlín, Deutsche Oper 2006
- Richard Wagner: Mistři pěvci norimberští. Bayreuth, Festivalové divadlo 2007
- Richard Wagner: Rienzi. Brémy, Theater 2008
- Richard Wagner: Tannhäuser. Las Palmas de Gran Canaria, Teatro Pérez Galdós 2009
- Giacomo Puccini: Madame Butterfly. Mohuč, Staatstheater 2010